# Courcôme
Courcôme és un municipi francès situat al departament del Charente i a la regió de la Nova Aquitània. L'any 2007 tenia 428 habitants.

## Demografia

### Població
El 2007 la població de fet de Courcôme era de 428 persones. Hi havia 180 famílies de les quals 44 eren unipersonals (24 homes vivint sols i 20 dones vivint soles), 80 parelles sense fills i 56 parelles amb fills.
La població ha evolucionat segons el següent gràfic:
Habitants censats

### Habitatges
El 2007 hi havia 234 habitatges, 186 eren l'habitatge principal de la família, 36 eren segones residències i 12 estaven desocupats. 231 eren cases i 1 era un apartament. Dels 186 habitatges principals, 145 estaven ocupats pels seus propietaris, 36 estaven llogats i ocupats pels llogaters i 5 estaven cedits a títol gratuït; 3 tenien una cambra, 6 en tenien dues, 20 en tenien tres, 41 en tenien quatre i 116 en tenien cinc o més. 137 habitatges disposaven pel capbaix d'una plaça de pàrquing. A 102 habitatges hi havia un automòbil i a 72 n'hi havia dos o més.

### Piràmide de població
La piràmide de població per edats i sexe el 2009 era:
| Homes | Edats   | Dones |
| ----- | ------- | ----- |
| 0     | 95 o +  | 0     |
| 4     | 90 a 94 | 4     |
| 0     | 85 a 89 | 4     |
| 0     | 80 a 84 | 4     |
| 20    | 75 a 79 | 12    |
| 8     | 70 a 74 | 8     |
| 12    | 65 a 69 | 20    |
| 12    | 60 a 64 | 8     |
| 12    | 55 a 59 | 20    |
| 12    | 50 a 54 | 12    |
| 20    | 45 a 49 | 8     |
| 8     | 40 a 44 | 20    |
| 8     | 35 a 39 | 8     |
| 12    | 30 a 34 | 8     |
| 8     | 25 a 29 | 8     |
| 24    | 20 a 24 | 16    |
| 12    | 15 a 19 | 4     |
| 16    | 10 a 14 | 16    |
| 16    | 5 a 9   | 8     |
| 4     | 0 a 4   | 8     |

## Economia
El 2007 la població en edat de treballar era de 244 persones, 151 eren actives i 93 eren inactives. De les 151 persones actives 138 estaven ocupades (77 homes i 61 dones) i 13 estaven aturades (4 homes i 9 dones). De les 93 persones inactives 36 estaven jubilades, 22 estaven estudiant i 35 estaven classificades com a «altres inactius».

### Ingressos
El 2009 a Courcôme hi havia 178 unitats fiscals que integraven 435 persones, la mediana anual d'ingressos fiscals per persona era de 13.295 €.

### Activitats econòmiques
Dels 17 establiments que hi havia el 2007, 1 era d'una empresa alimentària, 1 d'una empresa de fabricació d'altres productes industrials, 7 d'empreses de construcció, 3 d'empreses de comerç i reparació d'automòbils, 1 d'una empresa d'hostatgeria i restauració, 2 d'empreses immobiliàries, 1 d'una empresa de serveis i 1 d'una empresa classificada com a «altres activitats de serveis».
Dels 8 establiments de servei als particulars que hi havia el 2009, 1 era un taller de reparació d'automòbils i de material agrícola, 3 paletes, 2 fusteries i 2 empreses de construcció.
L'únic establiment comercial que hi havia el 2009 era una fleca.
L'any 2000 a Courcôme hi havia 24 explotacions agrícoles que ocupaven un total de 1.440 hectàrees.

## Equipaments sanitaris i escolars
El 2009 hi havia una escola maternal integrada dins d'un grup escolar amb les comunes properes formant una escola dispersa.

## Poblacions més properes
El següent diagrama mostra les poblacions més properes.